# 魚翅餃
魚翅餃是中國點心之一，為一種有蝦肉及豬肉等配料的餃，上面放上魚翅。相傳是香港1980年代經濟起飛時，有酒樓想出來的奢侈點心。現時魚翅餃多數都沒有真魚翅，取而代之的是素翅、粉絲，甚至兩者均沒有。